# Rudolf Albert
Moritz Willy Rudolf Albert (* 3. November 1899 in Dresden; † 9. September 1975 ebenda) war ein deutscher Schriftsteller.

## Leben
Er war der Sohn des Dresdner Kaufmanns Emil Willy Albert und dessen Ehefrau Camilla Elisabeth Margarete geborene Beulich. Ursprünglich wollte er Schauspieler werden. Nach dem Besuch des Wettiner Gymnasiums in Dresden studierte Albert an den Universitäten Freiburg, Jena und Rostock. 1924 promovierte er in Rostock zum Dr. phil. Das Thema seiner Dissertation lautete Die wirtschaftliche Wiederherstellung Kursachsens nach dem Siebenjährigen Kriege (im Jahr 1763).
Später lebte er als freischaffender Schriftsteller und Kaufmann in Dresden, schrieb anfangs Gedichte, hielt Vorträge über Politik, Wirtschaft, Philosophie und Geschichte und legte mehrere, meist politische und schöngeistige Schriften vor und publizierte in verschiedenen Tageszeitungen und Zeitschriften, darunter im Völkischen Beobachter.
Er trat im Oktober 1930 der NSDAP bei, betätigte sich als Parteiredner, aber trat am 3. Oktober 1932 aus, um sich der DNVP anzuschließen. Er war Mitglied des 1939 aufgelösten Alldeutschen Verbandes.
Rudolf Albert starb 1975 in seiner Geburtsstadt Dresden.

## Werke (Auswahl)
- Im Völkerringen. Gedichte, Dresden, o. J.
- Von Sonne und Schönheit. Gedichte, Dresden, [1919].
- Sonntagsträume. Ein Skizzenbuch, Dresden, [1919].
- Deutschvölkischer Schutz- und Trutz-Band (Hrsg.): Gegen den Strom, Hamburg, 1920.
- Herzblut, Dresden, 1923.
- Das Jahr der Seele, Dresden, 1923.
- Die wirtschaftliche Wiederherstellung Kursachsens nach dem Siebenjährigen Kriege (im Jahr 1763), 1924.
- Politik als Weltanschauung, Berlin-Charlottenburg, 1930.
- Nationalwirtschaft. Grundzüge der Gestaltung im Dritten Reich, Leipzig, [1932].
- Das Ende der kommunistischen Wirtschaft in Rußland. In: Der Freiheitskampf, Ausgabe Dresden vom 27. August 1932, S. 14.
- Sonntagsträume. Skizzen und Gedichte, Berlin, Leipzig, München, 1934.